# The Banshees of Inisherin
The Banshees of Inisherin er en amerikansk film fra 2022 af Martin McDonagh.

## Medvirkende
- Colin Farrell som Pádraic Súilleabháin
- Kerry Condon som Siobhán Súilleabháin
- Brendan Gleeson som Colm Doherty
- Barry Keoghan som Dominic Kearney
- Gary Lydon
- Sheila Flitton som Mrs. McCormick
- Pat Shortt som Jonjo Devine